# 下松興站
下松興站（朝鲜语：하송흥역；）曾为朝鲜铁路新兴线上的一个车站，位于咸镜南道新兴郡，废止时间不明。